# アメリカン・ル・マン・シリーズ
アメリカン・ル・マン・シリーズ（American Le Mans Series 、通称：ALMS）は、北米各地を転戦して行われていたスポーツカーレースのシリーズ。

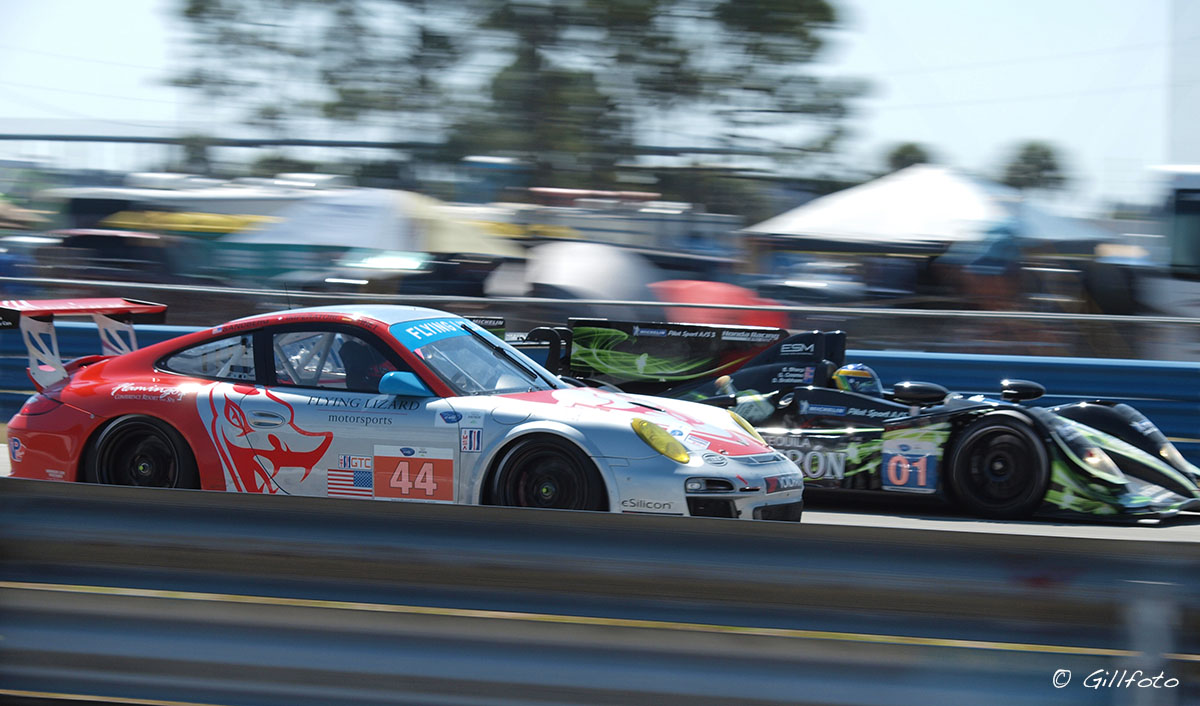
2013年セブリング12時間レース

## 概要
前身は1971年にIMSA（International Motor Sport Association）が始めたGT/スポーツカーによる耐久レース。1998年末にドン・パノスが組織ごと買収し、1999年よりル・マン24時間レースを主催するフランス西部自動車クラブ（ACO）規定による新シリーズとしてALMSをスタートさせた。
スタート2年目の2000年シーズンには、北米大陸以外でもシルバーストン、ニュルブルクリンク、アデレードでも開催する事実上の世界選手権と呼べるレースになったが、翌年から北米のみの開催に戻っている。2009年シーズンはLMP1クラスにアウディ（セブリングのみ）、アキュラ（ホンダ）、LMP2クラスにポルシェ、アキュラ、マツダ、LM-GT1クラスにシボレーが参戦した。
同年、LM-GT1クラスに最後まで残っていたコルベットレーシングがシーズン途中でLM-GT2クラスに移行した為、翌年にはLM-GT1クラスが消滅した。2012年時点において、アストンマーティンヴァンテージ、BMW M3、シボレーコルベット、ダッジバイパー、ロータスエヴォーラ、ポルシェ911GT3といった多くのLM-GTE規格の車両が出場するシリーズでもあった。
2013年をもって終了し、2014年からはライバルであるグランダム・シリーズとシリーズ運営を統合し、新シリーズとしてUSCC（ユナイテッド・スポーツカー選手権）を発足した。

## 歴代チャンピオン

### ドライバー部門
| Season | カテゴリー                              | カテゴリー                                    | カテゴリー                                                   | カテゴリー                              | カテゴリー                                    | カテゴリー                                      | カテゴリー |
| 1999年 | LMP                                     | LMP                                           |                                                              | GTS                                     | GT                                            |                                                 |            |
| ------ | --------------------------------------- | --------------------------------------------- | ------------------------------------------------------------ | --------------------------------------- | --------------------------------------------- | ----------------------------------------------- | ---------- |
| 1999年 | エリオット・フォーブス・ロビンソン      | エリオット・フォーブス・ロビンソン            |                                                              | オリビエ・ベレッタ                      | コート・ワグナー                              |                                                 |            |
| 2000年 | アラン・マクニッシュ                    | アラン・マクニッシュ                          |                                                              | オリビエ・ベレッタ                      | ディルク・ミューラー                          |                                                 |            |
| 2001年 | LMP900                                  | LMP675                                        |                                                              | GTS                                     | GT                                            |                                                 |            |
| 2001年 | エマニュエル・ピロ                      | ディディエ・デ・ラディゲス                    |                                                              | テリー・ボーチェラー                    | ヨルグ・ミューラー                            |                                                 |            |
| 2002年 | トム・クリステンセン                    | ジョン・フィールド                            |                                                              | ロン・フェローズ                        | ルーカス・ルーア サッシャ・マーセン           |                                                 |            |
| 2003年 | フランク・ビエラ マルコ・ヴェルナー     | クリス・ダイソン                              |                                                              | ロン・フェローズ ジョニー・オコーネル   | ルーカス・ルーア サッシャ・マーセン           |                                                 |            |
| 2004年 | LMP1                                    | LMP2                                          |                                                              | GTS                                     | GT                                            |                                                 |            |
| 2004年 | マルコ・ヴェルナー J.J.レート           | イアン・ジェームス                            |                                                              | ロン・フェローズ ジョニー・オコーネル   | ティモ・ベルンハルト                          |                                                 |            |
| 2005年 | LMP1                                    | LMP2                                          |                                                              | GT1                                     | GT2                                           |                                                 |            |
| 2005年 | フランク・ビエラ エマニュエル・ピロ     | クリント・フィールド                          |                                                              | オリバー・ギャビン オリビエ・ベレッタ   | パトリック・ロング ヨルグ・ベルグマイスター   |                                                 |            |
| 2006年 | アラン・マクニッシュ リナルド・カペッロ | ルーカス・ルーア サッシャ・マーセン           |                                                              | オリバー・ギャビン オリビエ・ベレッタ   | ヨルグ・ベルグマイスター                      |                                                 |            |
| 2007年 | アラン・マクニッシュ リナルド・カペッロ | ティモ・ベルンハルト ロマン・デュマ           |                                                              | オリバー・ギャビン オリビエ・ベレッタ   | ミカ・サロ ハイメ・メロ                       |                                                 |            |
| 2008年 | マルコ・ヴェルナー ルーカス・ルーア     | ティモ・ベルンハルト ロマン・デュマ           |                                                              | ジョニー・オコーネル ヤン・マグヌッセン | ヨルグ・ベルグマイスター ウォルフ・ヘンツラー |                                                 |            |
| 2009年 | LMP1                                    | LMP2                                          |                                                              |                                         | GT2                                           | Challenge                                       |            |
| 2009年 | デビッド・ブラバム スコット・シャープ   | エイドリアン・フェルナンデス ルイス・ディアス |                                                              |                                         | パトリック・ロング ヨルグ・ベルグマイスター   | マーティン・スノー メラニー・スノー             |            |
| 2010年 | LMP                                     | LMP                                           | LMPC                                                         |                                         | GT                                            | GTC                                             |            |
| 2010年 | デビッド・ブラバム サイモン・パジェノ   | デビッド・ブラバム サイモン・パジェノ         | スコット・タッカー                                           |                                         | パトリック・ロング ヨルグ・ベルグマイスター   | ティム・パパス ジェロエン・ブリークモレン       |            |
| 2011年 | LMP1                                    | LMP2                                          | LMPC                                                         |                                         | GT                                            | GTC                                             |            |
| 2011年 | クリス・ダイソン ガイ・スミス           | クリストフ・ブシュー スコット・タッカー       | リカルド・ゴンザレス グンナー・ジャネット エリック・ラックス |                                         | ジョーイ・ハンド ディルク・ミューラー         | ティム・パパス                                  |            |
| 2012年 | P1                                      | P2                                            | PC                                                           |                                         | GT                                            | GTC                                             |            |
| 2012年 | クラウス・グラウ ルーカス・ルーア       | クリストフ・ブシュー スコット・タッカー       | アレックス・ポポウ                                           |                                         | オリバー・ギャビン トミー・ミルナー           | クーパー・マクニール                            |            |
| 2013年 | クラウス・グラウ ルーカス・ルーア       | スコット・タッカー                            | マイク・グアッシュ                                           |                                         | アントニオ・ガルシア ヤン・マグヌッセン       | ジェロエン・ブリークモレン クーパー・マクニール |            |

### チーム部門
| Season | カテゴリー                             | カテゴリー                         | カテゴリー                         | カテゴリー                             | カテゴリー                             |
| 1999年 | LMP                                    | LMP                                | LMP                                | GTS                                    | GT                                     |
| ------ | -------------------------------------- | ---------------------------------- | ---------------------------------- | -------------------------------------- | -------------------------------------- |
| 1999年 | パノス・モータースポーツ               | パノス・モータースポーツ           | パノス・モータースポーツ           | バイパー チーム・オレカ                | プロトタイプ・テクノロジー・グループ   |
| 2000年 | アウディ・スポーツ・ノースアメリカ     | アウディ・スポーツ・ノースアメリカ | アウディ・スポーツ・ノースアメリカ | バイパー チーム・オレカ                | ディック・バーバー・レーシング         |
| 2001年 | LMP900                                 | LMP900                             | LMP675                             | GTS                                    | GT                                     |
| 2001年 | アウディ・スポーツ・ノースアメリカ     | アウディ・スポーツ・ノースアメリカ | ディック・バーバー・レーシング     | コルベット・レーシング                 | BMWモータースポーツ                    |
| 2002   | アウディ・スポーツ・ノースアメリカ     | アウディ・スポーツ・ノースアメリカ | ナイトホーク・レーシング           | コルベット・レーシング                 | アレックス・ジョブ・レーシング         |
| 2003年 | インフィネオン・チーム・ヨースト       | インフィネオン・チーム・ヨースト   | ダイソン・レーシング・チーム       | コルベット・レーシング                 | アレックス・ジョブ・レーシング         |
| 2004年 | LMP1                                   | LMP1                               | LMP2                               | GTS                                    | GT                                     |
| 2004年 | ADTチャンピオン・レーシング            | ADTチャンピオン・レーシング        | ミラクル・モータースポーツ         | コルベット・レーシング                 | アレックス・ジョブ・レーシング         |
| 2005年 | LMP1                                   | LMP1                               | LMP2                               | GT1                                    | GT2                                    |
| 2005年 | ADTチャンピオン・レーシング            | ADTチャンピオン・レーシング        | クリント・フィールド               | コルベット・レーシング                 | ピーターセン/ホワイト・ライトニング    |
| 2006年 | アウディ・スポーツ・ノースアメリカ     | アウディ・スポーツ・ノースアメリカ | ペンスキー・レーシング             | コルベット・レーシング                 | リシ・コンペツィオーネ                 |
| 2007年 | アウディ・スポーツ・ノースアメリカ     | アウディ・スポーツ・ノースアメリカ | ペンスキー・レーシング             | コルベット・レーシング                 | リシ・コンペツィオーネ                 |
| 2008年 | アウディ・スポーツ・ノースアメリカ     | アウディ・スポーツ・ノースアメリカ | ペンスキー・レーシング             | コルベット・レーシング                 | フライング・リザード・モータースポーツ |
| 2009年 | LMP1                                   | LMP1                               | LMP2                               | GT2                                    | Challenge                              |
| 2009年 | パトロン ハイクロフト・レーシング      | パトロン ハイクロフト・レーシング  | ロウズ・フェルナンデス・レーシング | フライング・リザード・モータースポーツ | スノー・レーシング                     |
| 2010年 | LMP                                    | LMP                                | LMPC                               | GT                                     | GTC                                    |
| 2010年 | パトロン ハイクロフト・レーシング      | パトロン ハイクロフト・レーシング  | レベル5モータースポーツ            | BMW チーム RLL                         | ブラックスワン・レーシング             |
| 2011年 | LMP1                                   | LMP2                               | LMPC                               | GT                                     | GTC                                    |
| 2011年 | ダイソン・レーシングチーム             | レベル5モータースポーツ            | コア・オートスポーツ               | BMW チーム RLL                         | ブラックスワン・レーシング             |
| 2012年 | P1                                     | P2                                 | PC                                 | GT                                     | GTC                                    |
| 2012年 | マッスル・ミルク・ピケット・レーシング | レベル5モータースポーツ            | コア・オートスポーツ               | コルベット・レーシング                 | アレックス・ジョブ・レーシング         |
| 2013年 | マッスル・ミルク・ピケット・レーシング | レベル5モータースポーツ            | コア・オートスポーツ               | コルベット・レーシング                 | フライング・リザード・モータースポーツ |

### マニュファクチャラー部門
| 年   | LMP      | LMP        | GTS                      | GT         |
| ---- | -------- | ---------- | ------------------------ | ---------- |
| 1999 | パノス   | パノス     | ポルシェ                 | ポルシェ   |
| 2000 | アウディ | アウディ   | ダイムラー・クライスラー | ポルシェ   |
| 年   | LMP900   | LMP675     | GTS                      | GT         |
| 2001 | アウディ | ローラ     | シボレー                 | BMW        |
| 2002 | アウディ | ローラ     | シボレー                 | ポルシェ   |
| 2003 | アウディ | ローラ     | シボレー                 | ポルシェ   |
| 年   | LMP1     | LMP2       | GTS                      | GT         |
| 2004 | アウディ | ローラ     | シボレー                 | ポルシェ   |
| 年   | LMP1     | LMP2       | GT1                      | GT2        |
| 2005 | アウディ | クラージュ | シボレー                 | ポルシェ   |
| 2006 | アウディ | ポルシェ   | シボレー                 | ポルシェ   |
| 2007 | アウディ | ポルシェ   | シボレー                 | フェラーリ |
| 2008 | アウディ | ポルシェ   | シボレー                 | ポルシェ   |
| 年   | LMP1     | LMP2       | -                        | GT2        |
| 2009 | アキュラ | アキュラ   |                          | ポルシェ   |
| 年   | LMP      | LMP        | -                        | GT         |
| 2010 | HPD      | HPD        |                          | BMW        |
| 年   | LMP1     | LMP2       | -                        | GT         |
| 2011 | ローラ   | ローラ     |                          | BMW        |
| 年   | P1       | P2         | -                        | GT         |
| 2012 | HPD      | HPD        |                          | シボレー   |
| 2013 | HPD      | HPD        |                          | シボレー   |

### エンジン・マニュファクチャラー部門
| 年   | LMP      | LMP      |
| ---- | -------- | -------- |
| 2000 | アウディ | アウディ |
| 年   | LMP900   | LMP675   |
| 2001 | アウディ | 日産     |
| 2002 | アウディ | AER-MG   |
| 2003 | アウディ | AER      |
| 年   | LMP1     | LMP2     |
| 2004 | アウディ | ジャッド |
| 2005 | アウディ | AER      |
| 2006 | アウディ | ポルシェ |
| 2007 | アウディ | ポルシェ |
| 2008 | アウディ | ポルシェ |
| 2009 | アキュラ | アキュラ |
| 年   | LMP      | LMP      |
| 2010 | HPD      | HPD      |
| 年   | LMP1     | LMP2     |
| 2011 | マツダ   | HPD      |
| 年   | P1       | P2       |
| 2012 | HPD      | HPD      |
| 2013 | HPD      | HPD      |